# Muzaffarabad
Muzaffarabad är den administrativa huvudstaden i Azad Kashmir, som är ett autonomt område som kontrolleras av Pakistan. Folkmängden beräknades till cirka 140 000 invånare 2015.

## Historia

### Tidig historia
Muzaffarabad hette från början Udabhanda och var Shahidynastins huvudstad. Shahierna, som också kallades Shahiya, regerade periodvis över Kabul (i östra Afghanistan) och den gamla provinsen Gandhara (norra Pakistan och Kashmir).

### Modern historia
Namnet Muzaffarabad (som betyder Muzaffars stad) kommer från Sultan Muzaffar Khan, en tidigare regent tillhörande Bombadynastin. Staden har alltid varit en av de viktigaste i hela Kashmir. Efter kriget 1948-49 blev Muzaffarabad huvudstad i Kashmir.

### Jordbävningen 2005
Muzaffarabad drabbades av en jordbävning klockan 08:50:38, lokal tid, den 8 oktober 2005. Jordbävningen, som hade magnitud 7,6 på Richterskalan, drabbade Pakistan och delar av Indien och Kina och förstörde över 50% av staden. Kashmir-jordbävningen, också känd som Norra Pakistanskalvet eller Sydasiatiska skalvet, hade sitt epicentrum i de Pakistan-kontrollerade områdena i Kashmir. Dess intensitet kan liknas vid exempelvis skalvet i Quetta 1935, skalvet i San Francisco 1906 och jordskalvet i Gujarat 2001. 
Den 8 november låg den officiella dödssiffran på drygt 87 000 människor, även om vissa källor anger dödssiffran till över 100 000 personer.